# Martin Pichert
Martin Pichert (* 10. November 1896 in Berlin; † 4. Juni 1989 in Höhenkirchen-Siegertsbrunn) war ein deutscher Filmproduktionsleiter und Filmproduzent.

## Leben
Nach einer Ausbildung zum Kaufmann begann er 1913 als Volontär bei der Filmproduktionsfirma von Oskar Messter zu arbeiten. 1916 bis 1918 nahm er am Ersten Weltkrieg teil, anschließend war er wieder in verschiedenen Funktionen für Messter tätig.
Von 1920 bis 1922 war er als Nachfolger von Arnold Heinke Geschäftsführer bei der Berolina Filmgesellschaft mbH. 1927 trat er erstmals als Produktionsleiter in Erscheinung. Er übte seine Aufgabe im Dienste der UFA, der Bavaria und mehrerer anderer Filmgesellschaften aus. Nach dem Zweiten Weltkrieg gründete Pichert seine eigene Produktionsfirma, die Primus-Film. Mit ihr produzierte er einige Spielfilme und arbeitete selbst als deren Produktionsleiter.

## Filmografie
| - 1927: Der König der Mittelstürmer - 1928: Das Spreewaldmädel - 1929: Kehre zurück! Alles vergeben! - 1929: Fräulein Lausbub - 1930: Scapa Flow - 1931: Nachtkolonne - 1933: Glückliche Reise - 1934: Ein Walzer für dich - 1934: Der Vetter aus Dingsda - 1934: Da stimmt was nicht - 1934: Alles hört auf mein Kommando | - 1935: Knock out - 1935: Großreinemachen - 1935: Die lustigen Weiber - 1936: Die un-erhörte Frau - 1936: Skandal um die Fledermaus - 1936: Ave Maria - 1936: Spiel an Bord - 1951: Das Geheimnis einer Ehe - 1952: Der weißblaue Löwe - 1953: Dein Herz ist meine Heimat - 1955: Flucht in die Dolomiten |